# Crucifix de Lucques

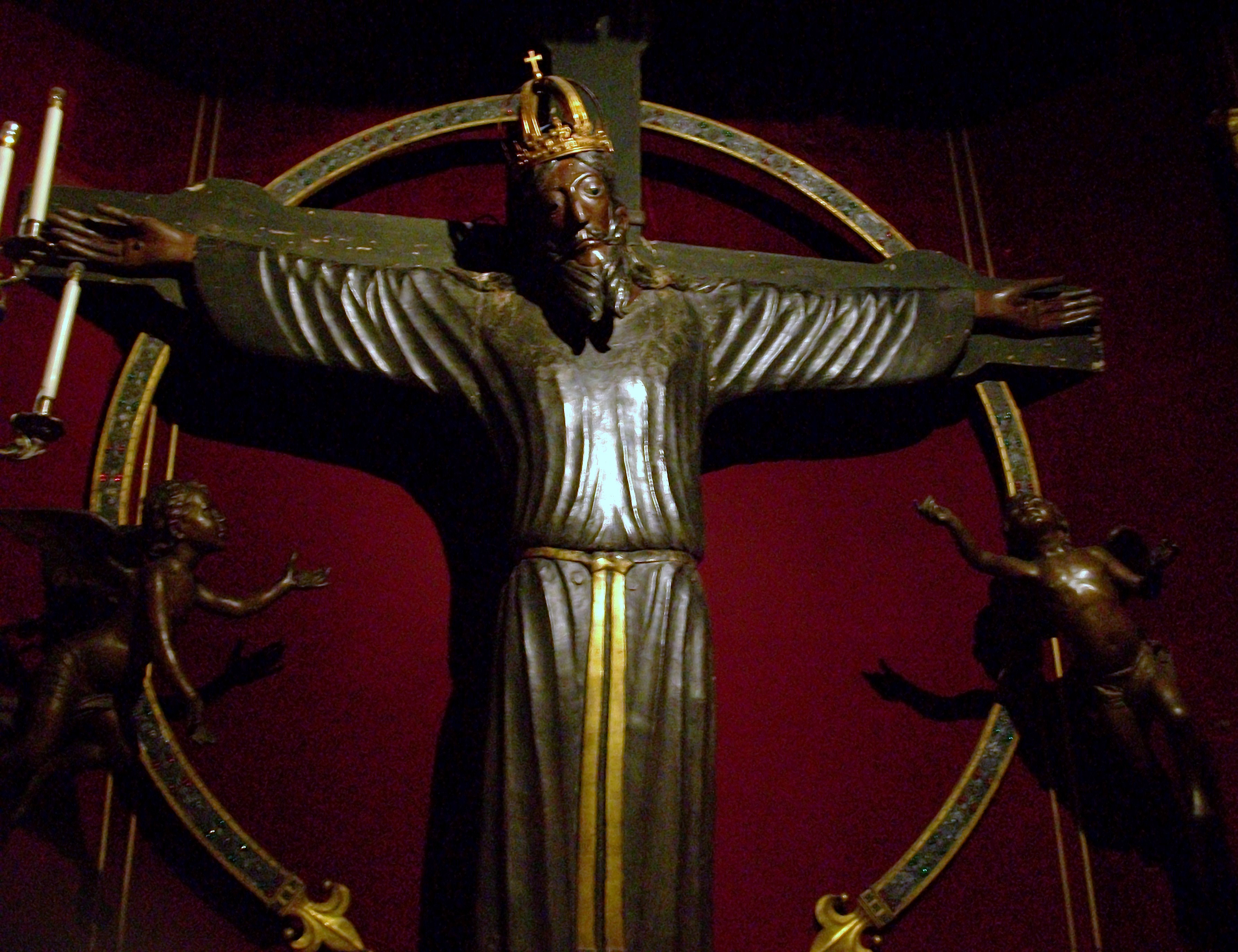
Crucifix de Lucques.

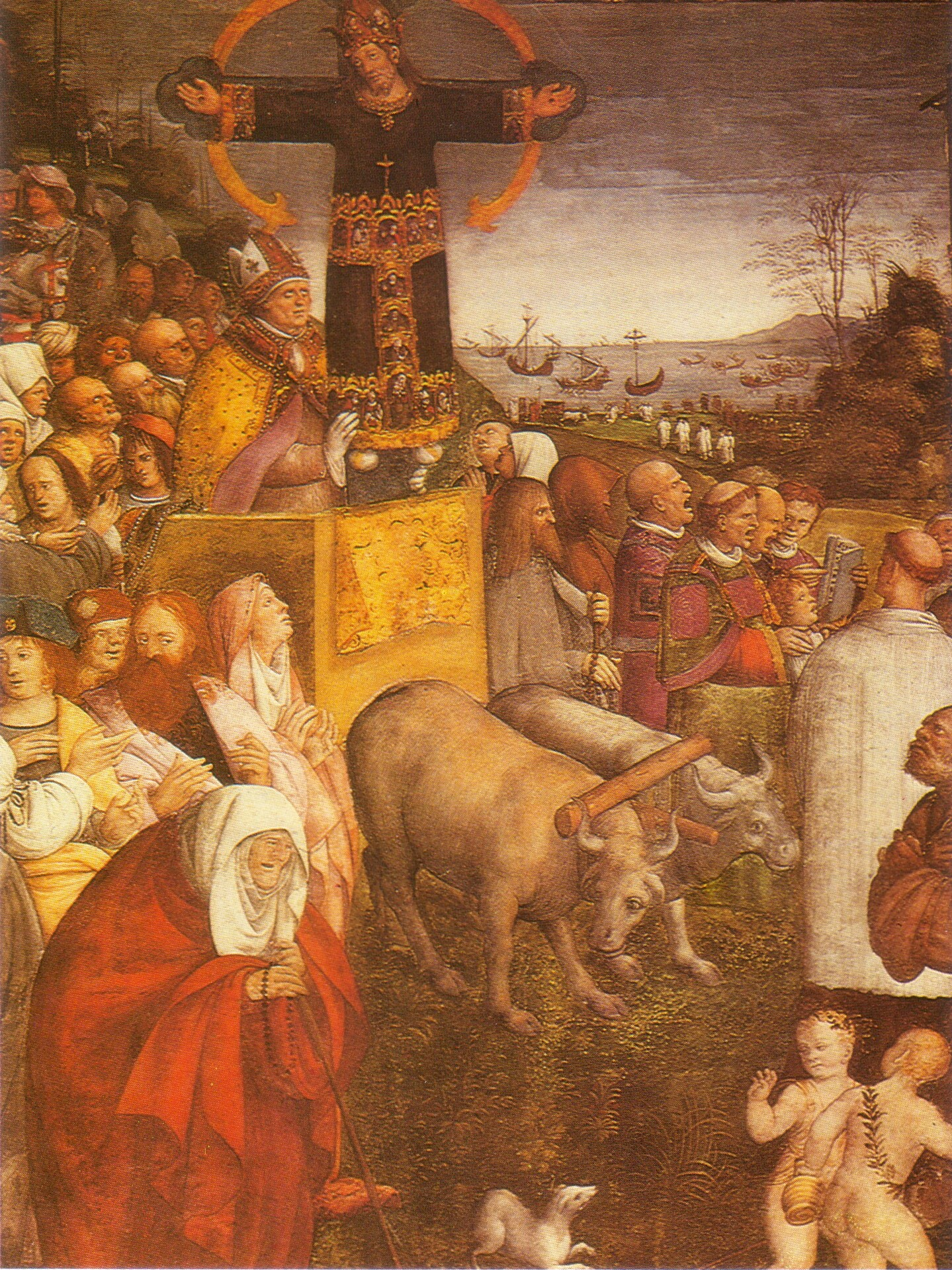
Fresque d'Amico Aspertini : Transfert du crucifix vers le Duomo de Lucques.

Le Crucifix de Lucques  est un crucifix de bois de cèdre sculpté, attribué à saint Nicodème, ayant contenu des reliques saintes aux vertus miraculeuses. 
Il est  exposé au tempietto du Duomo de Lucques, après avoir été ramené de Judée.  

## Histoire

### Le Crucifix
Nicodème, disciple du Christ ayant aidé Joseph d'Arimathie à l'ensevelir, aurait, selon la légende, fabriqué plusieurs effigies du Christ en croix, qui  sont donc des images acheiropoïètes (la face du Christ aurait été faite par un ange).
Dans un des exemplaires, qui pourrait n'être qu'une copie de « l'original », celui de Lucques ramené de Judée par un évêque de Lucques au VIIIe siècle,  sont découvertes, à l'intérieur, des reliques émanants du Christ : un clou de la Croix, une partie de la couronne d'épines, une fiole du Saint Sang. Une fois découvertes le crucifix se referma sans qu'on puisse le rouvrir.

### LeVolto Santo
La face du Christ (exécutée par un ange) est dite « Volto Santo di Lucca »  dans la Leggenda Leobiniana qui relate l'origine et la translation de la relique (Relatio de revelatione sive inventione ac translatione sacratissimi vultus) et on lui attribue de nombreux miracles.

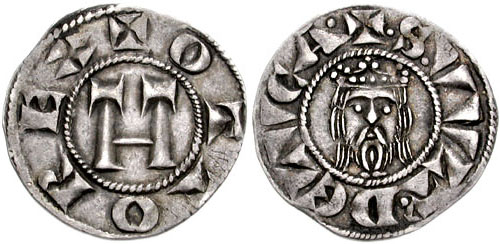
Monnaie lucquoise du XIIIe siècle avec le Volto Santo.

La légende raconte qu'elle aurait été sculptée d'après le Saint-Suaire par Nicodème, le disciple venu trouver Jésus de nuit, et enrichie ensuite par lui d'une couronne d'épines. Le visage du Christ aurait été sculpté d'autre part par les anges. C'est au VIIIe siècle qu'elle aurait été transportée à Lucques depuis Jérusalem, par un bateau sans voile ni rame, ce transfert merveilleux ayant été raconté par un diacre nommé Leobinus.
Cette face fut tellement vénérée par les Lucquois qu'elle fut même considérée comme leur roi, qu'ils l'habillaient de chaussures différentes en semaine et le dimanche, qu'elle portait couronne et qu'ils frappèrent même monnaie à son effigie.
Une cérémonie de la vestition a lieu chaque année le 13 septembre, veille de la fête de l'Exaltation de la Sainte Croix.

## Autres crucifix portant leVolto Santo
Elle a ensuite suscité de nombreuses répliques aux XIIe siècle et XIIIe siècle, dont celui de la cathédrale de Sansepolcro et dans certaines régions comme la Catalogne.
Dans l'Église Saint-Blaise de Brunswick se trouve un crucifix de bois au cours de la deuxième moitié du XIIe siècle.
Plusieurs villes d'Italie (Bologne, Ponte San Salvatore, Rome) possèdent des crucifix portant un Volto Santo de même origine miraculeuse.